# 文華苑
文華苑（英語：The Residences at Mandarin Oriental, Taipei），是位於臺北市松山區慶城街55、57號的高級住宅建案，由達欣開發股份有限公司與中泰賓館合作興建、李祖原聯合建築師事務所規劃設計，2012年竣工，住宅維安由台北文華東方酒店進駐管理，為文華東方酒店在亞洲的首例酒店式管理住宅案。

## 概要
2008年，達欣開發與中泰賓館合作，於臺灣引進文華東方酒店集團打造台北文華東方酒店，同時於酒店後側慶城街址開發複合式頂級住宅。2009年5月21日，中泰賓館與香港文華東方酒店、達欣開發進行簽約儀式，由中泰賓館暨開泰豐董事長林命群、香港文華東方酒店集團亞洲營運總監安德魯·赫斯特（Andrew Hirst）以及達欣工程副董事長暨達欣開發董事長王人治、代銷公司海悅廣告總經理黃希文出席與會。建案基地面積1124坪，獨棟雙併式設計，樓高15層、地下4層，全棟28戶，社區由文華東方酒店就近提供頂級居家服務及安全維護。2012年建案竣工後，緊鄰佔地6693平方公尺的松基公園同時落成。

## 住戶
文華苑以作為國巨集團董事長陳泰銘與精英電腦前董事長蔣東濬的住宅而聞名，兩人曾各自持有八戶。2015年間，龍巖李世聰家族以新台幣約5.3億元買進文華苑11樓其中一戶，不到一年即轉手賠售1,700多萬元予陳泰銘。2022年，龍巖李家再度回頭向中泰賓館董事長林命群買下頂樓戶。2023年11月，陳泰銘以法人公司「旭昌興企業有限公司」名義無貸款買下社區第九戶。

## 外部連結
- 文華苑-達欣工程股份有限公司 （页面存档备份，存于）
- 文華苑-樂居 （页面存档备份，存于）